# Кравцов Іван Андрійович
Кравцов Іван Андрійович (6 лютого 1963 — 30 жовтня 1987) — радянський військовик, учасник афганської війни. Посмертно нагороджений орденом Червоної зірки.

## Біографія
Іван Кравцов народився 6 лютого 1963 року в селищі міського типу Новоайдар Ворошиловоградської області у родині російських службовців. Пізніше родина переїхала до міста Південне Харківської області.
У лавах Радянської армії з 1 вересня 1980 року. Закінчив Сизранське вище військове авіаційне училище льотчиків. У січні 1987 року прибув до Афганістану. Служив льотчиком-оператором гелікоптера Мі-24П у 3-ї гелікоптерній ескадрильї 50-го окремого змішаного авіаційного полку. Всього провів 44 бойових вильота. Загинув 30 жовтня 1987 під час прикриття взліту літака Іл-76 з Кабульського аеропорту. Гелікоптер, у якому знаходився Кравцов, був збитий супротивником та після падіння на землю він вибухнув і згорів. Всі члени екіпажу загинули.
Був похований у місті Південне. У «Книзі Пам'яті про радянських воїнів» Івана Кравцова характеризували як сміливого та добре підготовленого льотчика.

## Нагороди
- Орден Червоної Зірки (посмертно)

## Пам'ять

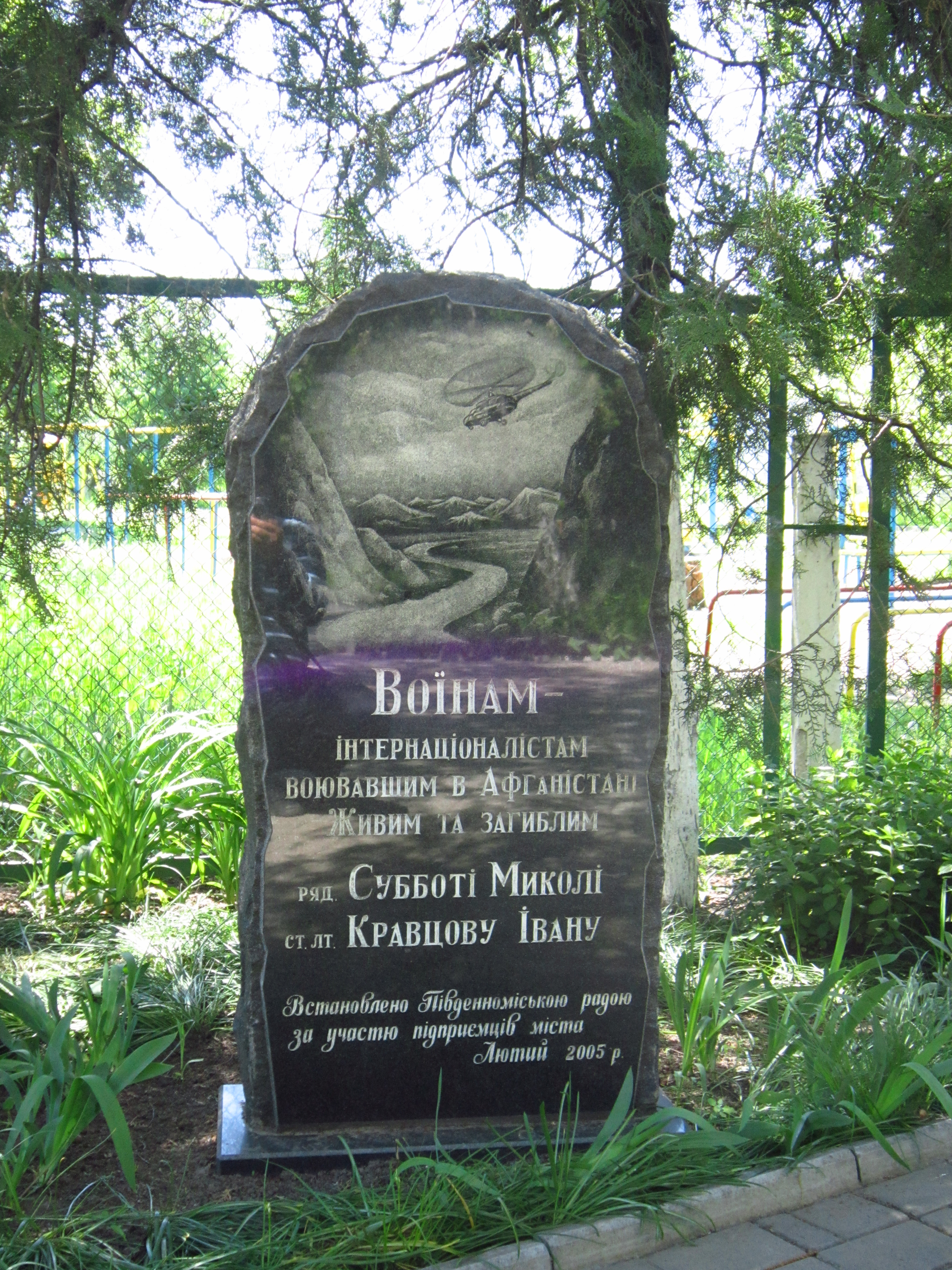
Монумент воїнам-інтернаціоналістам у м. Південне

- Його ім'я викарбуване на одній з плит Меморіального комплексу пам'яті воїнів України, полеглих в Афганістані у Києві[3].
- Його ім'я викарбуване на одній з плит Меморіалу пам'яті воїнів-інтернаціоналістів у Харкові[4].
- Його ім'я викарбуване на Монументі воїнам-інтернаціоналістам у місті Південне.